# Hexatoma (Parahexatoma) ferruginea
Hexatoma (Parahexatoma) ferruginea is een tweevleugelige uit de familie steltmuggen (Limoniidae). De soort komt voor in het Afrotropisch gebied.